# 12183 Caltonen
12183 Caltonen è un asteroide della fascia principale. Scoperto nel 1975, presenta un'orbita caratterizzata da un semiasse maggiore pari a 3,2255046 au e da un'eccentricità di 0,1329829, inclinata di 1,50818° rispetto all'eclittica.